# Johnson Akuchie
Johnson Akuchie (Lagos, Estado de Lagos, Nigeria, 6 de enero de 1990) es un futbolista nigeriano, juega como delantero y su equipo actual es Club Atlético Maronese del Torneo Argentino B de Argentina. 

## Trayectoria
Luego de jugar en las divisiones juveniles de su país, en el 2009 recaló en Club Atlético Maronese de Neuquén en el Torneo Argentino C de Argentina, donde convirtió 27 goles. Finalmente llegó al conjunto de Jáuregui, el Deportivo Flandria en 2011 para jugar por primera vez en una categoría profesional. Aunque en el club no jugó con demasiada continuidad, hizo un gol en una victoria agónica con Los Andes.
E hizo otro gol en una derrota 3a1 contra Estudiantes de B.A
Actualmente se desempeña en el Club Atlético Maronese, que recientemente ascendió al Torneo Argentino B.

## Clubes
| Club                             | País      | Año           |
| -------------------------------- | --------- | ------------- |
| Club Atlético Maronese           | Argentina | 2009-2010     |
| Club Social y Deportivo Flandria | Argentina | 2011          |
| Club Atlético Maronese           | Argentina | 2011-Presente |